# Greene (Nowy Jork)
Greene – miasto w Stanach Zjednoczonych, w stanie Nowy Jork, w hrabstwie Chenango.